# 安舒茨娛樂集團
安舒茨娛樂集團（英語：Anschutz Entertainment Group, AEG），或稱AEG Worldwide，是一間美國的跨國體育和音樂娛樂公司，為安舒茨公司的子公司，為世界上最大的體育隊和體育賽事的所有者。AEG Presents品牌為僅次於理想國演藝的全球第二大現場音樂和娛樂活動公司。AEG Presents成立於2002年，當時名為AEG Live。

## 簡介
AEG擁有並經營各種場館、運動隊和娛樂場館。關於場館，AEG擁有並經營加密貨幣網體育館和尊嚴健康體育公園，管理XL中心和茨勒球場。在英格蘭，它經營著O2體育館，其中包括一座可容納20,000人的體育館。作為O2發展的一部分，安舒茨還收購了倫敦河上服 Thames Clippers，並支持附近大衛·貝克漢學院的發展（該學院在家得寶中心也設有分支機構）。本公司的總部設在洛杉磯市中心。
運動隊方面，該公司擁有洛杉磯銀河、洛杉磯國王50%的股份、安大略王朝、柏林梅賽德斯-賓士體育館、柏林北極熊和哈馬比足球會23.5%的股份，以及洛杉磯湖人和洛杉磯火花的部分權益。

### 收購
- 2000年12月：洛杉磯Concerts West[6]
- 2001年3月：洛杉磯Goldenvoice[7]

## 體育事業

### 足球
安舒茨是美國職業足球大聯盟的聯合創始人和主要投資者之一。1996年，該公司成為科羅拉多急流的投資者和運營商，這是他的第一個MLS特許經營權。

### 冰球
AEG擁有NHL洛杉磯國王、AHL安大略王朝、ECHL辛辛那提旋風（與Nederlander娛樂共同擁有）和德國冰球隊柏林北極熊。AEG為ECHL曼徹斯特君主前擁有者，也曾擁有ECHL雷丁皇家一部分權利。

## 外部連結
- 安舒茨娛樂集團 （页面存档备份，存于）官方網站
- AEG Presents （页面存档备份，存于）官方網站